# Velîka Balka, Odesa
Velîka Balka (în ucraineană Велика Балка) este un sat în comuna Nerubaiske din raionul Odesa, regiunea Odesa, Ucraina.

## Demografie
Componența lingvistică a localității Velîka Balka
     Ucraineană (94,14%)
     Rusă (4,79%)
     Alte limbi (0,91%)
Conform recensământului din 2001, majoritatea populației localității Velîka Balka era vorbitoare de ucraineană (94,14%), existând în minoritate și vorbitori de rusă (4,79%).